# Iris & B. Gerald Cantor Center for Visual Arts

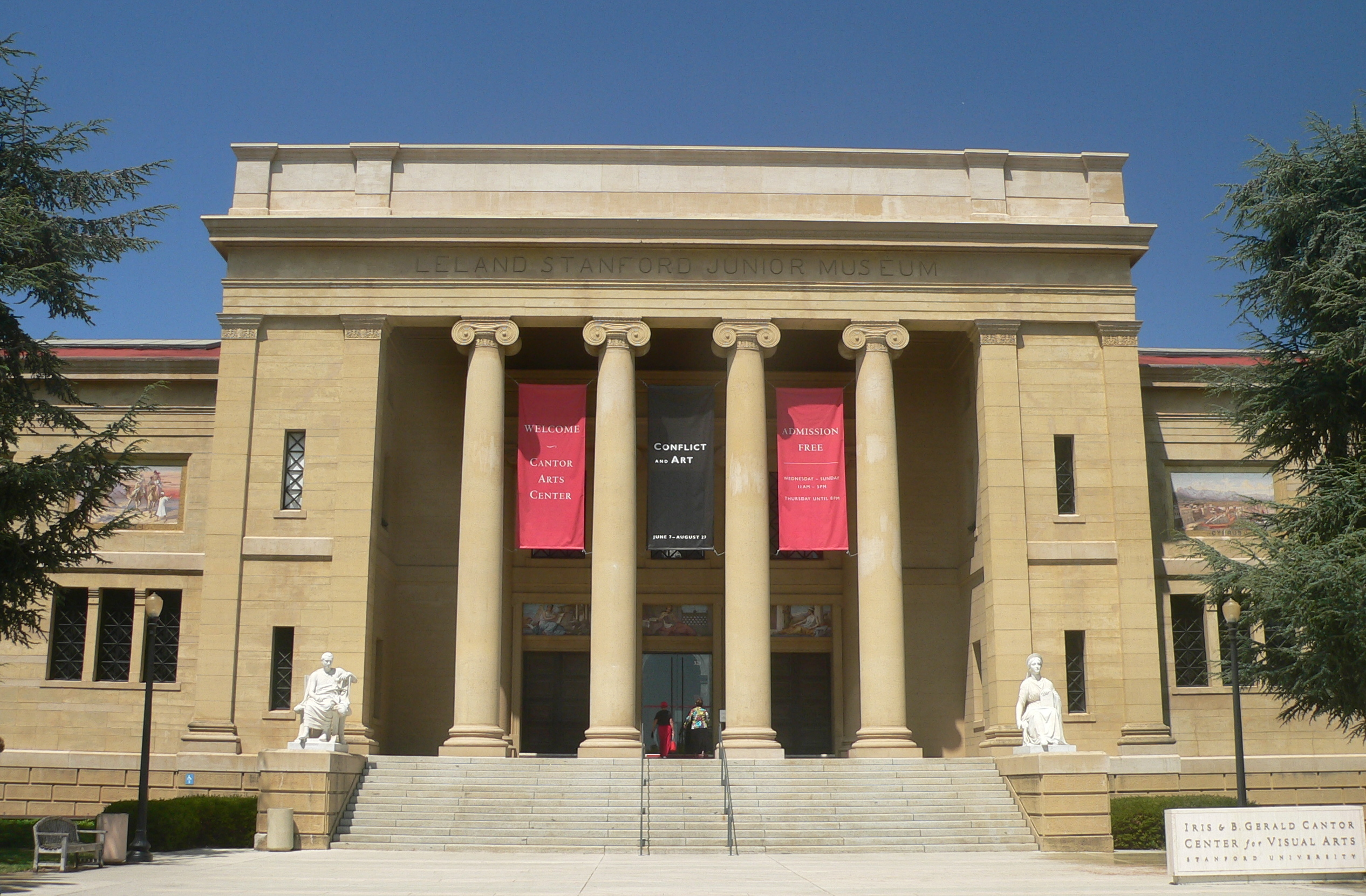
Eingangsportal des Museums im klassizistischen Stil

Das Iris & B. Gerald Cantor Center for Visual Arts ist ein Kunstmuseum auf dem Campus der Stanford University in Stanford, Kalifornien. Es wurde 1891 als Stanford University Museum of Art von Leland Stanford und seiner Frau Jane initiiert.
Zu sehen sind Kunstwerke, aufgeteilt in 24 Galerien, darunter Werke von Jackson Pollock, Mark Rothko, Ad Reinhardt sowie Willem de Kooning. Im Außenbereich befindet sich eine Skulpturmauer von Andy Goldsworthy.
Highlight des Museums ist der Skulpturengarten mit unter anderem 20  Bronzeskulpturen von Auguste Rodin, der die Stanford-Universität nach dem Musée Rodin in Paris und dem Rodin Museum in Philadelphia zur weltweit drittgrößten Rodinsammlung macht.